# Hasna Begum
Hasna Begum (bengalí: হাসনা বেগম)  (Dacca, 24 de febrer de 1935 - Dacca, 1 de desembre de 2020) fou una filòsofa i feminista de Bangladesh. Va ser professora de filosofia a la Universitat de Dhaka fins a la seva jubilació el desembre del 2000.
Es va doctorar en filosofia moral a la Universitat de Monash el 1978, on va treballar amb el filòsof australià Peter Singer. El títol de la seva tesi doctoral va ser «Moore’s Ethics: Theory and Practice». Begum fou una autora prolífica i va traduir nombrosos clàssics filosòfics al bengalí.
Begum va ser degana de la Facultat de Filosofia de la Universitat de Dhaka del 1991 al 1994 i va ser nomenada membre de la Comissió Nacional Universitària el 2010. Va ser membre de la junta de l'Associació Internacional de Bioètica (IAB) del 1997 al 2005, va ser membre del consell editorial de Bioethics i membre del consell editorial de l'Eubios Journal of Asian and International Bioethics.

## Obra publicada
- 3 Books of Poems, un recull de poemes publicats a Poetry Monash entre 1975 i 1978.
- Moore’s Ethics: Theory and Practice, Dhaka University, Dhaka, 1982.
- G. E. Moore’s Principia Ethica, traducció al bengalí, Bangla Academy, Dhaka, 1985.
- J. S. Mill's Utilitarianism, traducció al bengalí, Bangla Academy, Dhaka, 1985 i 2a edició 1997, 3a edició, 4a edició; Indian 1a edició 2016, Kolkata; 5a edició, Dhaka, 2017.
- Rupe Arupe Madonna (Bengali), Dhaka, 1986.
- Morality, Women and Society, un recull d'articles (Bengali), Bangla Academy, Dhaka, 1990.
- Women in the Developing World: Thoughts and Ideals, un recull d'articles, Sterling Publishers, Nova Delhi, India, 1990; 2a edició, Dhaka, 2009. ISBN 978-8120712683
- Madonna Echoes and Vibrations, Academic Publishers, Dhaka, 1996.
- Ethics in Social Practice, Academia Publishers, Dhaka, 2001; 2a edició, Dhaka 2010.
- Women and Other Issues (Bengali), Hakkani, Dhaka, 2002.
- Nicomachean Ethics, traducció al bengalí, Dhaka University, 2006.
- Meyer Katha Mayer Katha Meyeder Katha (Bengali), February 2008, Dhaka.
- On Old Age and Others, Febrer 2008, Dhaka.
- Madhabeer Katha, una novel·la (Bengali), Dhaka, 2009.
- Windows into Living, Academic Publishers, 2011. ISBN 978-9840802708
- Begum Rokeya the Feminist: Thoughts and Ideals, Dhaka, 2011.
- Amar Sonar Harin Chai (After the Golden Deer; Bengali), Memoirs. vol. 1, 2015.
- Darshaniker Galpa (Stories of Philosophers; Bengali), vol. 1, Dhaka, 2016.